# José Cubiles

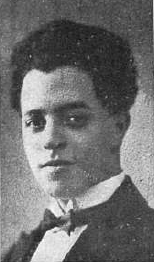
José Cubiles

José Antonio Cubiles Ramos (* 15. Mai 1894 in Cádiz; † 5. April 1971 in Madrid) war ein spanischer Pianist und Musikpädagoge.
Cubiles begann im Alter von fünf Jahren Klavier zu spielen und wurde wegen seines großen Talentes vom Direktor der Musikschule von Cádiz gefördert. Am Konservatorium von Madrid studierte er dann mit Unterstützung der Infantin Doña Isabel de Borbón bei Pilar Fernández de la Mora und erhielt Preise in den Fächern Musiktheorie, Harmonielehre und Klavier. Später nahm er in Paris Unterricht bei Louis Diémer. 1914 erhielt er am Conservatoire de Paris den Ersten Preis im Fach Klavier, und zwei Jahre später begann er, am Konservatorium von Madrid zu unterrichten. Zu seinen Schülern zählten Joaquín Achúcarro, Guillermo González, María Orán und Manuel Carra.
Daneben verfolgte Cubiles erfolgreich eine Laufbahn als Pianist: er hatte Soloauftritte, spielte als Solist Klavierkonzerte und arbeitete als Kammermusiker u. a. mit Jacques Thibaud, Paul Kochanski und Gaspar Cassadó zusammen. Berühmt wurden seine Interpretationen der Werke spanischer Komponisten wie Isaac Albéniz, Enrique Granados und Joaquín Turina oder auch Fryderyk Chopins. Eine enge Freundschaft verband ihn mit Manuel de Falla, der ihn 1916 mit der Uraufführung seiner Noches en los jardines de España mit dem Sinfonieorchester von Madrid unter Leitung von Enrique Fernández Arbós betraute.